# Cantonul Sarlat-la-Canéda
Cantonul Sarlat-la-Canéda este un canton din arondismentul Sarlat-la-Canéda, departamentul Dordogne, regiunea Aquitania, Franța.

## Comune
- Beynac-et-Cazenac
- Marcillac-Saint-Quentin
- Marquay
- Proissans
- La Roque-Gageac
- Saint-André-d'Allas
- Sainte-Nathalène
- Saint-Vincent-le-Paluel
- Sarlat-la-Canéda (reședință)
- Tamniès
- Vézac
- Vitrac